# Shyle Zalewski
Pour les articles homonymes, voir Zalewski.
Shyle Zalewski, née le 11 mars 1988, est une autrice de bande dessinée française.

## Biographie
Shyle Zalewski se fait connaître d'abord par la tenue d'un blog BD, où elle évoque également ses nombreuses autres activités artistiques, en particulier ses activités de musicienne folk sous le nom Edam Edam. Elle s'auto-édite (fanzinat) et présente son travail à divers festivals.
Son premier album à compte d'éditeur est Grenadine, publié par les éditions Lapin en 2018. Deux ans plus tard, Wolcano : La Sorcière du cul, paru dans la collection « Shampooing » de Delcourt, suit les histoires de son avatar de sorcière irrévérencieuse,,. Zalewski continue néanmoins à publier de nombreux strips sur ses comptes sociaux, ainsi que la série de webtoons Horny Horns sur le site Webtoon Factory des éditions Dupuis à partir de novembre 2021

## Publications principales
- Peu importe les trous noirs dans ma tête mon cœur est une galaxie, Pantypop, 2014[7].
- Grenadine, éditions Lapin, 9 novembre 2018  (ISBN 978-2-37754-028-0).
- Wolcano : La Sorcière du cul, Delcourt, coll. « Shampooing », 29 janvier 2020  (ISBN 978-2-413-02188-9).
- Contre-Exemple, éditions Lapin, 24 mai 2024  (ISBN 978-2-487084-03-2).